# Xyletomerus arbuti
Xyletomerus arbuti är en skalbaggsart som först beskrevs av Fisher 1919.  Xyletomerus arbuti ingår i släktet Xyletomerus och familjen trägnagare. Inga underarter finns listade i Catalogue of Life.